# Bündnis 90/Die Grünen Baden-Württemberg

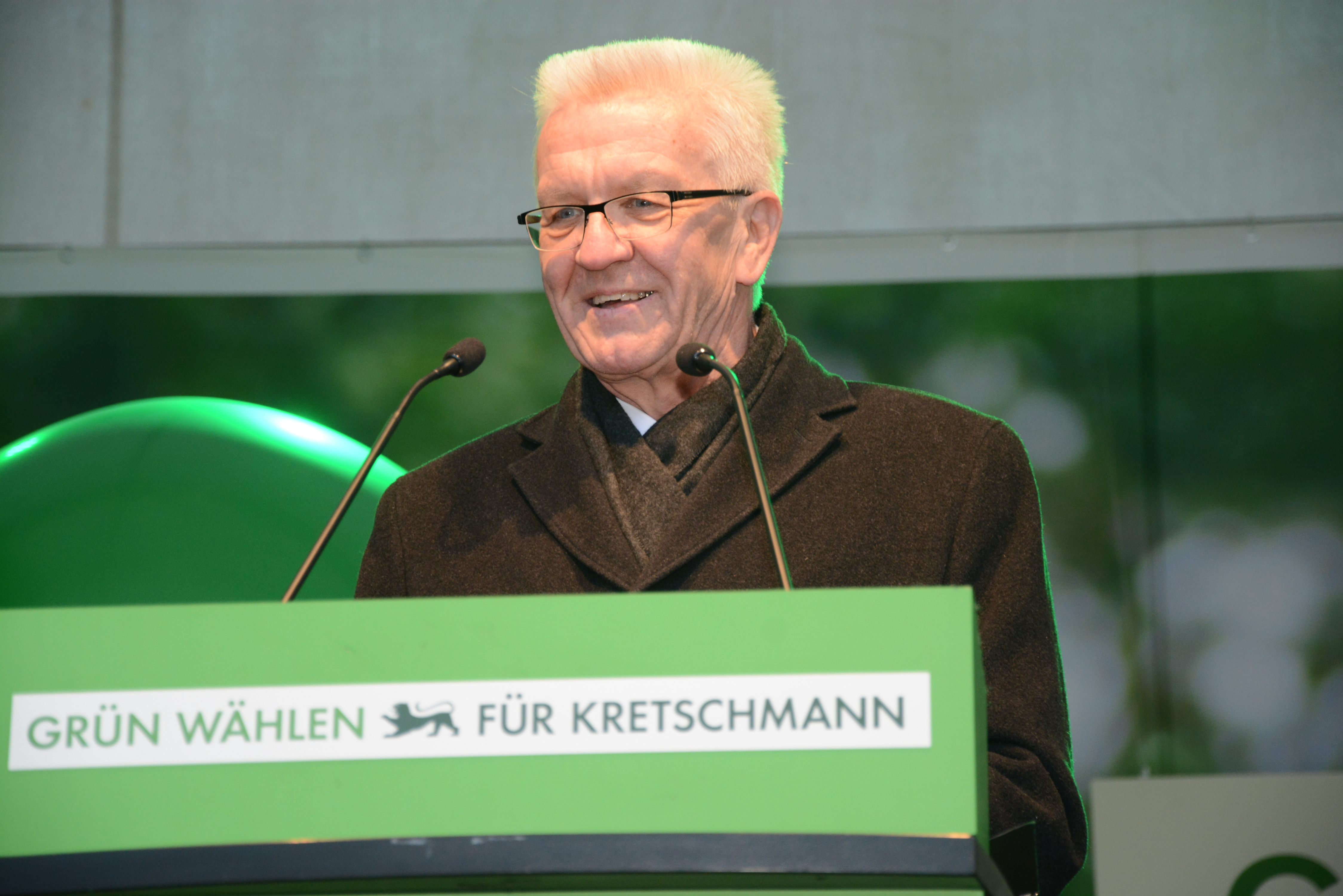
Winfried Kretschmann

Bündnis 90/Die Grünen Baden-Württemberg ist einer der Landesverbände der Partei Bündnis 90/Die Grünen. Mit über 22.000 Mitgliedern ist der Landesverband nach Nordrhein-Westfalen und Bayern der drittgrößte der grünen Partei in Deutschland.
Die Fraktion ist aktuell mit 58 Sitzen die größte Fraktion im Landtag von Baden-Württemberg und stellt seit 2011 den Ministerpräsidenten des Landes.

## Geschichte
Der Landesverband der Grünen in Baden-Württemberg wurde am 30. September 1979 in Sindelfingen gegründet. Vorläufer waren mehrere Bürgerbewegungen, die sich zur Anti-Atomkraft-Bewegung zählen lassen. Besonders stark war die Bewegung gegen das in Südbaden geplante Kernkraftwerk Wyhl. Bei der Landtagswahl am 16. März 1980 gelang mit 5,3 Prozent der Stimmen der erstmalige Einzug in den Landtag von Baden-Württemberg, welcher auch den ersten Einzug in einen Landtag eines deutschen Flächenlandes darstellte. Seit 1980 kamen die Grünen bei jeder Landtagswahl über die Fünf-Prozent-Hürde. Seit 2016 stellen die Grünen die stärkste Fraktion.
Am 5. März 1983 gelang den Grünen erstmals der Einzug in den Bundestag. Über die Landesliste Baden-Württemberg besaßen von 1983 bis 1985 Marieluise Beck-Oberdorf, Wolfgang Ehmke, Willi Hoss, Christa Reetz und Walter Schwenninger ein Bundestagsmandat. Wegen des damals geltenden Rotationsprinzips traten sie zur Hälfte der Legislaturperiode von ihrem Mandat zurück und wurden durch fünf Nachrücker ersetzt.
Der Landesverband hatte von Anfang an einen im Vergleich mit anderen Bundesländern hohen Anteil an realpolitisch ausgerichteten Protagonisten. Den realpolitischen Kern bildeten die führenden Personen der Landtagsfraktion. Von 1980 bis 1984 waren dies Wolf-Dieter Hasenclever und Winfried Kretschmann, danach insbesondere Fritz Kuhn und Rezzo Schlauch. Dabei war dieses strategische Zentrum um die Landtagsfraktion während der 1980er Jahre in manche Auseinandersetzung mit dem teilweise fundamentalistisch besetzten Landesvorstand und dem fundamentalistisch dominierten Bundesvorstand verwickelt.
Auf der Landesdelegiertenkonferenz im Juli 1986 in Asperg trat der Fundi-Realo-Konflikt in aller Schärfe zu Tage. Die anstehenden sachpolitischen Themen aus den Bereichen Frieden, Tschernobyl, Frauenpolitik, Landwirtschaft und Finanzen traten gegenüber der Frage, welche Kandidaten auf der Landesliste zur Bundestagswahl 1987 platziert werden sollten, völlig in den Hintergrund. Jutta Ditfurth scheiterte in ihrem Bemühen, einen aussichtsreichen Platz auf der Liste zu bekommen. Zum Ende des Jahrzehnts hatten sich die Realos endgültig gegen die Fundis durchgesetzt. Diese Entwicklung wurde auch dadurch befördert, dass die Grünen seit Mitte der 1980er Jahre in vielen Gemeinderäten und Kreistagen Baden-Württembergs stark vertreten sind.
Fritz Kuhn stellte im September 1987 auf einem Positionspapier Überlegungen an, ob die Grünen durch die partielle Tolerierung in wechselnden Mehrheiten eine mögliche CDU-Minderheitsregierung nach 1988 unterstützen könnten und somit politisch mehr an grünen Inhalten erreicht würde als in der bisherigen Oppositionsrolle. Bei der Landtagswahl am 20. März 1988 konnte die CDU aber noch einmal die absolute Mehrheit der Mandate verteidigen, so dass Fritz Kuhns Überlegungen hinfällig waren.

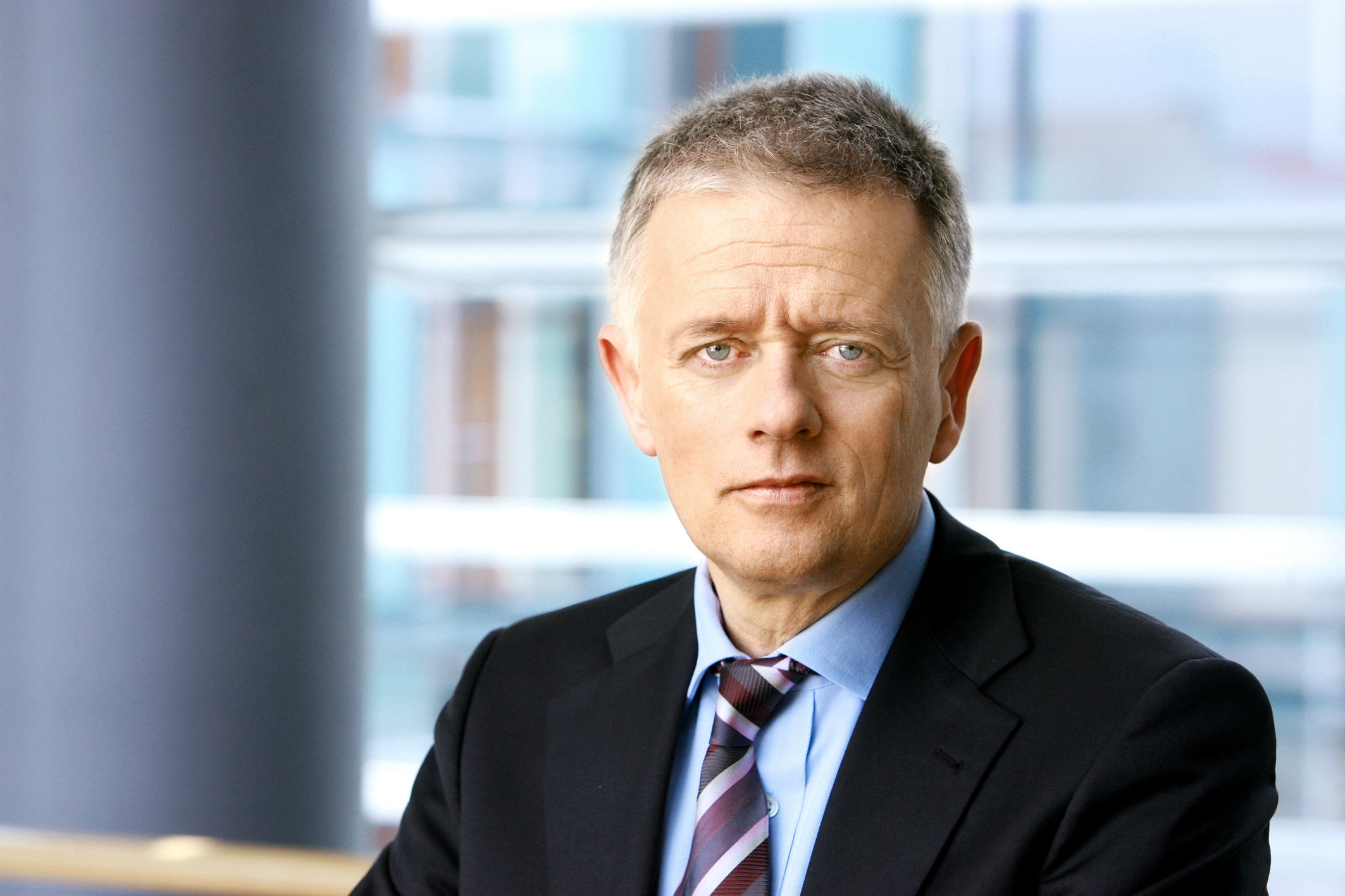
Fritz Kuhn

Von 1988 bis 1990 trat die Landtagsfraktion unter Führung von Birgitt Bender verstärkt mit umweltpolitischen Themen hervor, so etwa 1989 mit Leitlinien für eine Öko-Abgabe. Im Wahlkampf für die Landtagswahl 1992 dominierte bei den Grünen die Frauenpolitik, 1996 die Bildungs- und Hochschulpolitik. Nach dem Einbruch der CDU bei der Landtagswahl 1992 wäre eine Schwarz-Grüne Koalition rechnerisch möglich gewesen, jedoch scheiterten diesbezügliche Gespräche, sodass dem Ministerpräsidenten Erwin Teufel nur die Möglichkeit zur Bildung einer Großen Koalition blieb.

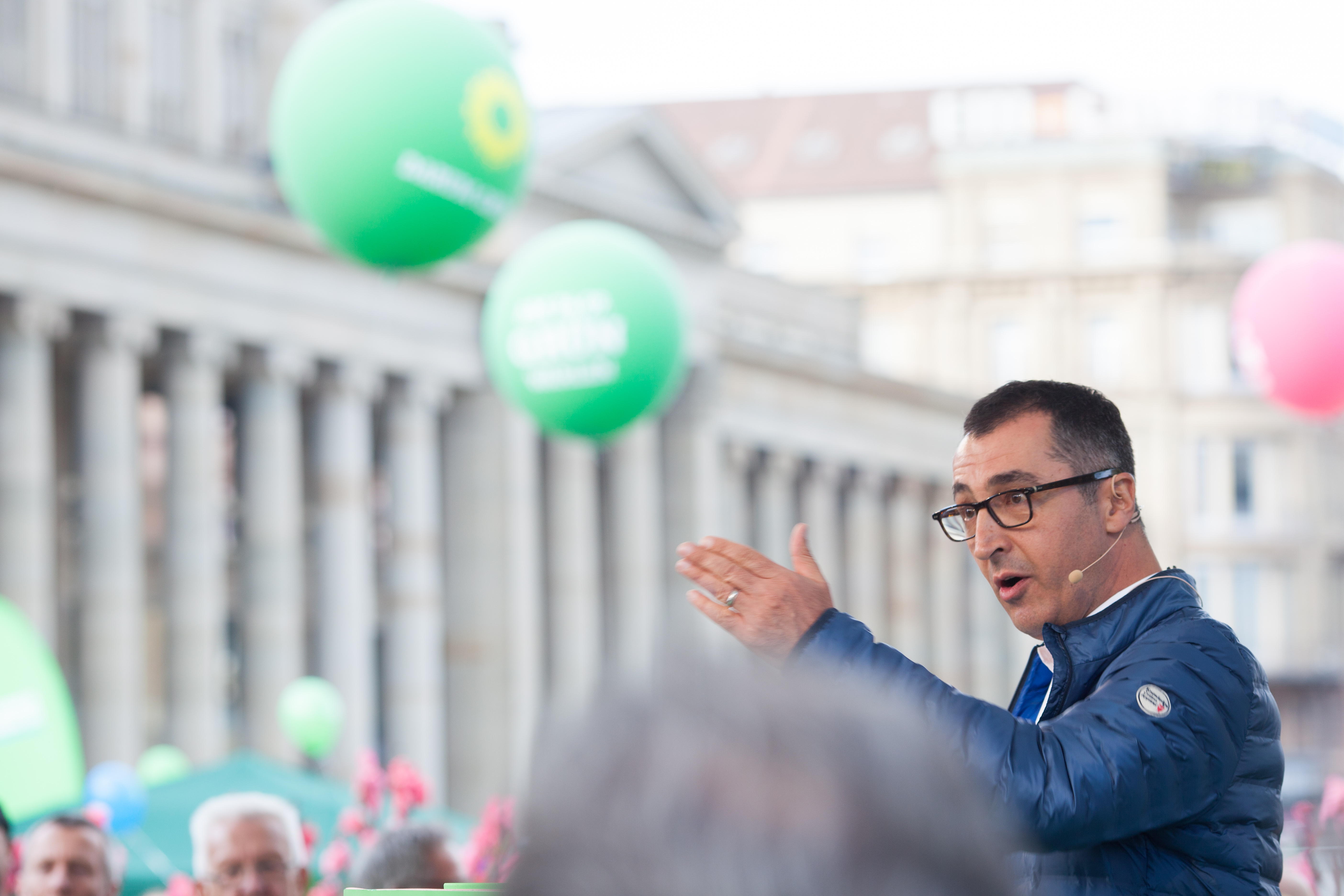
Cem Özdemir

1996 erzielten die Grünen in Baden-Württemberg mit 12,1 Prozent ihr bis dahin bestes Ergebnis bei den Landtagswahlen. Bemerkenswert ist, dass Erwin Teufel auf der Landesdelegiertenkonferenz der Grünen im April 1997 in Bruchsal eine Rede halten durfte. Im Jahre 2000 veranstaltete der Landesverband einen ersten virtuellen Parteitag. 2010 spielte die Partei eine wichtige Rolle beim Protest gegen Stuttgart 21 und konnte mit 24,2 Prozent als zweitstärkste Partei aus der darauffolgenden Landtagswahl 2011 hervorgehen. Am 12. Mai 2011 wurde mit Winfried Kretschmann erstmals ein Grüner zum Ministerpräsidenten gewählt und die erste grün-rote Landesregierung in Baden-Württemberg gebildet. Im Kabinett Kretschmann II führten die Grünen 2016–2021 eine grün-schwarze Regierung an. Sie waren 2016 mit 30,3 % zur stärksten Partei Baden-Württembergs gewählt worden. Bei der Landtagswahl 2021 steigerten die Grünen ihr Ergebnis auf 32,6 % und wurden erneut stärkste Kraft im Land.
In Baden-Württemberg werden außerdem mehrere Städte und Gemeinden von grünen Bürgermeistern regiert. Prominente Beispiele sind die Oberbürgermeister Horst Frank in Konstanz (1996–2012), Dieter Salomon in Freiburg (2002–2018) und Boris Palmer in Tübingen (seit 2007, davon seit Mai 2023 parteilos). Rezzo Schlauch scheiterte 1996 knapp im zweiten Wahlgang beim Versuch, Oberbürgermeister von Stuttgart zu werden. Bei den Kommunalwahlen am 7. Juni 2009 wurden die Grünen in Stuttgart mit 25,3 % der Wählerstimmen und 16 Mandaten erstmals stärkste Fraktion im Gemeinderat einer Landeshauptstadt. Am 21. Oktober 2012 gelang es Fritz Kuhn mit seinem Wahlsieg in Stuttgart, erster grüner Oberbürgermeister einer deutschen Landeshauptstadt zu werden.
Am 4. Februar 2018 gelang Stefan Belz im ersten Wahlgang der Oberbürgermeisterwahl in Böblingen ein überraschender Sieg gegen den Amtsinhaber. Am 8. November 2020 wurde Alexander Maier zum Oberbürgermeister in Göppingen gewählt.
Obwohl der Landesverband bis 2011 an keiner Regierung des Landes Baden-Württemberg beteiligt war, spielte er schon früh in der Bundespolitik eine gewichtige Rolle, vor allem durch Personen, die hier ihre politischen Wurzeln haben, wie Fritz Kuhn, Rezzo Schlauch, Reinhard Bütikofer oder Cem Özdemir.

## Struktur

### Organisation
Der Landesverband organisiert sich in Ortsverbänden, die zu 46 Kreisverbänden zusammengefasst sind. An der Spitze des Landesverbands steht der Landesvorstand. Der Landesvorstand setzt sich aus dem dreiköpfigen Geschäftsführenden Landesvorstand (GLV) und dem 17-köpfigen Parteirat zusammen. Der GLV besteht aus den beiden gleichberechtigten Landesvorsitzenden und dem Landesschatzmeister. Der Landesvorstand wird in der Regel alle zwei Jahre auf einer Landesdelegiertenkonferenz neu gewählt.
Im April 1991 entstand ein eigener, zunächst noch parteiunabhängiger Jugendverband („Grün-Alternative Jugend“). Erst 1999 wurde die Grüne Jugend Baden-Württemberg eine offizielle Teilorganisation der Partei.

### Mitglieder
Nach der Gründung des Landesverbands im Jahre 1979 wuchs die Anzahl der Mitglieder rasch von einigen hundert auf rund 4000 Mitglieder im Jahre 1983. Bis zum Jahre 1987 kletterte die Zahl stetig weiter auf bis zu 7000 Mitglieder. Vor dem Hintergrund der sich zuspitzenden Auseinandersetzungen zwischen Fundis und Realos in der Partei auf Bundesebene und der politischen Großwetterlage um die Deutsche Wiedervereinigung entwickelte sich die Zahl der Mitglieder des Landesverbands nach 1987 leicht rückläufig und sank bis zum Jahre 1992 auf rund 5500 Mitglieder. In den letzten Jahren der Ära Kohl kehrte sich der Trend um und die Zahl der Mitglieder stieg wieder an. In den Jahren 1998 und 1999 lag die Zahl deutlich über 7000. In der Zeit der Regierung Schröder sank die Zahl wieder und lag 2009 bei rund 6800 Mitgliedern. Im September 2010 überstieg die Mitgliederzahl den Rekordwert von 7378 auf 7390. Im Oktober 2011 wurden 8700 Mitglieder gezählt, Ende 2015 waren es 8900. Im Oktober 2017 feierten die Grünen auf dem Landesparteitag das 10.000 Mitglied, im Juli 2019 sind es bereits über 12.500 Mitglieder.

## Vorsitzende

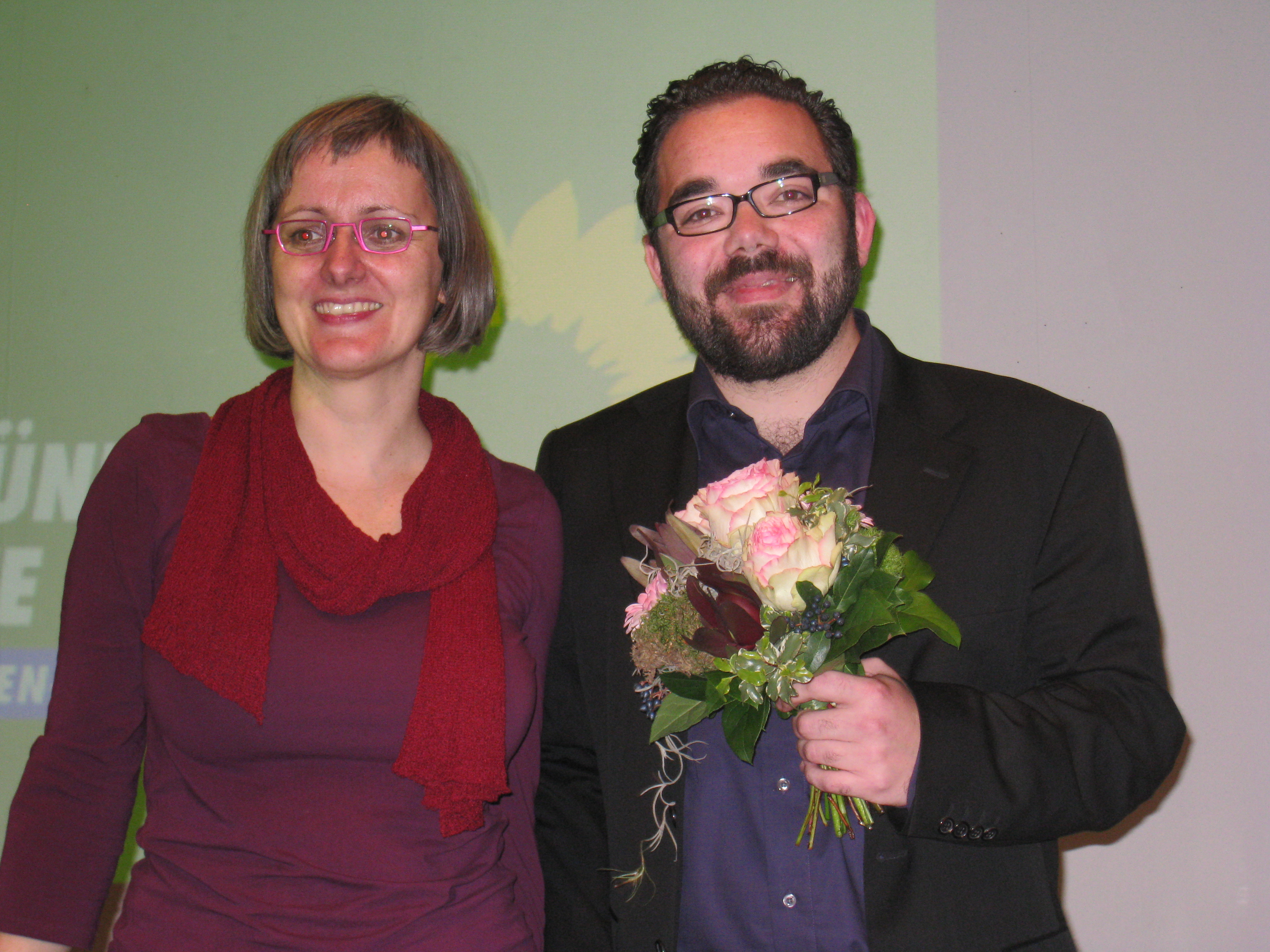
Die 2009 gewählten Landesvorsitzenden, Silke Krebs und Christian Kühn nach ihrer Wahl.

Von 1979 bis 1980 war Wolf-Dieter Hasenclever erster Landesvorsitzender der Grünen in Baden-Württemberg. 1980 übernahm Marieluise Beck-Oberdorf den Vorsitz im Landesvorstand. Auf der Landesdelegiertenkonferenz vom 26. bis 27. Juni 1982 in Baden-Baden wurde ein aus fünf gleichberechtigten Personen bestehender Geschäftsführender Landesvorstand mit zusätzlich vier Beisitzern gewählt. Sprecher der Landesvorstände waren zum Beispiel bis 1984 Christine Muscheler-Frohne und Jürgen Gneiting (1985–1987). Von 1987 bis 1990 waren Heide Rühle und Wolfgang Kaiser gleichberechtigte Sprecher. 
Die nachfolgende Liste nennt die seit 1991 gewählten Sprecher bzw. die seit 1997 gewählten beiden Vorsitzenden des Landesverbands:
| Zeitraum                    | Sprecher bzw. Vorsitzende                 |
| März 1991–Juli 1992         | Dagmar Dehmer und Fritz Kuhn              |
| Juli 1992–April 1993        | Dagmar Dehmer und Winfried Hermann        |
| Mai 1993–April 1997         | Barbara Graf und Winfried Hermann         |
| April 1997–April 1999       | Monika Schnaitmann und Reinhard Bütikofer |
| April 1999–Juni 2001        | Monika Schnaitmann und Andreas Braun      |
| Juni 2001–Juni 2003         | Renate Thon und Andreas Braun             |
| Juni 2003–Dezember 2005     | Sylvia Kotting-Uhl und Andreas Braun      |
| Dezember 2005–November 2006 | Petra Selg und Andreas Braun              |
| November 2006–November 2009 | Petra Selg und Daniel Mouratidis          |
| November 2009–Oktober 2011  | Silke Krebs und Christian Kühn            |
| Oktober 2011–November 2013  | Thekla Walker und Christian Kühn          |
| November 2013–November 2016 | Thekla Walker und Oliver Hildenbrand      |
| November 2016–Dezember 2021 | Sandra Detzer und Oliver Hildenbrand      |
| seit Dezember 2021          | Lena Schwelling und Pascal Haggenmüller   |

Für die Vorsitzenden der grünen Landtagsfraktion siehe: Landtag von Baden-Württemberg

## Landtagswahlergebnisse
| Ergebnisse der Landtagswahlen | Ergebnisse der Landtagswahlen | Ergebnisse der Landtagswahlen | Ergebnisse der Landtagswahlen |
| Jahr                          | Stimmenanteil                 | Sitze                         |                               |
| ----------------------------- | ----------------------------- | ----------------------------- | ----------------------------- |
| 1980                          | 5,3 %                         | 6                             |                               |
| 1984                          | 8,0 %                         | 9                             |                               |
| 1988                          | 7,9 %                         | 10                            |                               |
| 1992                          | 9,5 %                         | 13                            |                               |
| 1996                          | 12,1 %                        | 19                            |                               |
| 2001                          | 7,7 %                         | 10                            |                               |
| 2006                          | 11,7 %                        | 17                            |                               |
| 2011                          | 24,2 %                        | 36                            |                               |
| 2016                          | 30,3 %                        | 47                            |                               |
| 2021                          | 32,6 %                        | 58                            |                               |

## Kommunalpolitik

### Oberbürgermeister
Die Grünen in Baden-Württemberg verfügen aktuell über drei Oberbürgermeister. Die Bürgermeister sind in der folgenden Tabelle nach der Einwohnerzahl ihrer jeweiligen Kommune absteigend sortiert.
| Name                    | Kommune   |
| ----------------------- | --------- |
| Alexander Maier         | Göppingen |
| Stefan Belz             | Böblingen |
| Cornelia Petzold-Schick | Bruchsal  |

### Weitere Bürgermeister
Neben den Oberbürgermeistern stellen die Grünen in Baden-Württemberg derzeit sechs weitere Bürgermeister. Auch diese sind nach der Einwohnerzahl der jeweiligen Kommune absteigend sortiert.
| Name             | Kommune          |
| ---------------- | ---------------- |
| Alexander Kozel  | Knittlingen      |
| Armin Pioch      | Illingen         |
| Johannes Joas    | Unterschneidheim |
| Ryyan Alshebl    | Ostelsheim       |
| Benjamin Bröcker | Horben           |
| Sabine Catenazzo | Börtlingen       |